# 浅沓

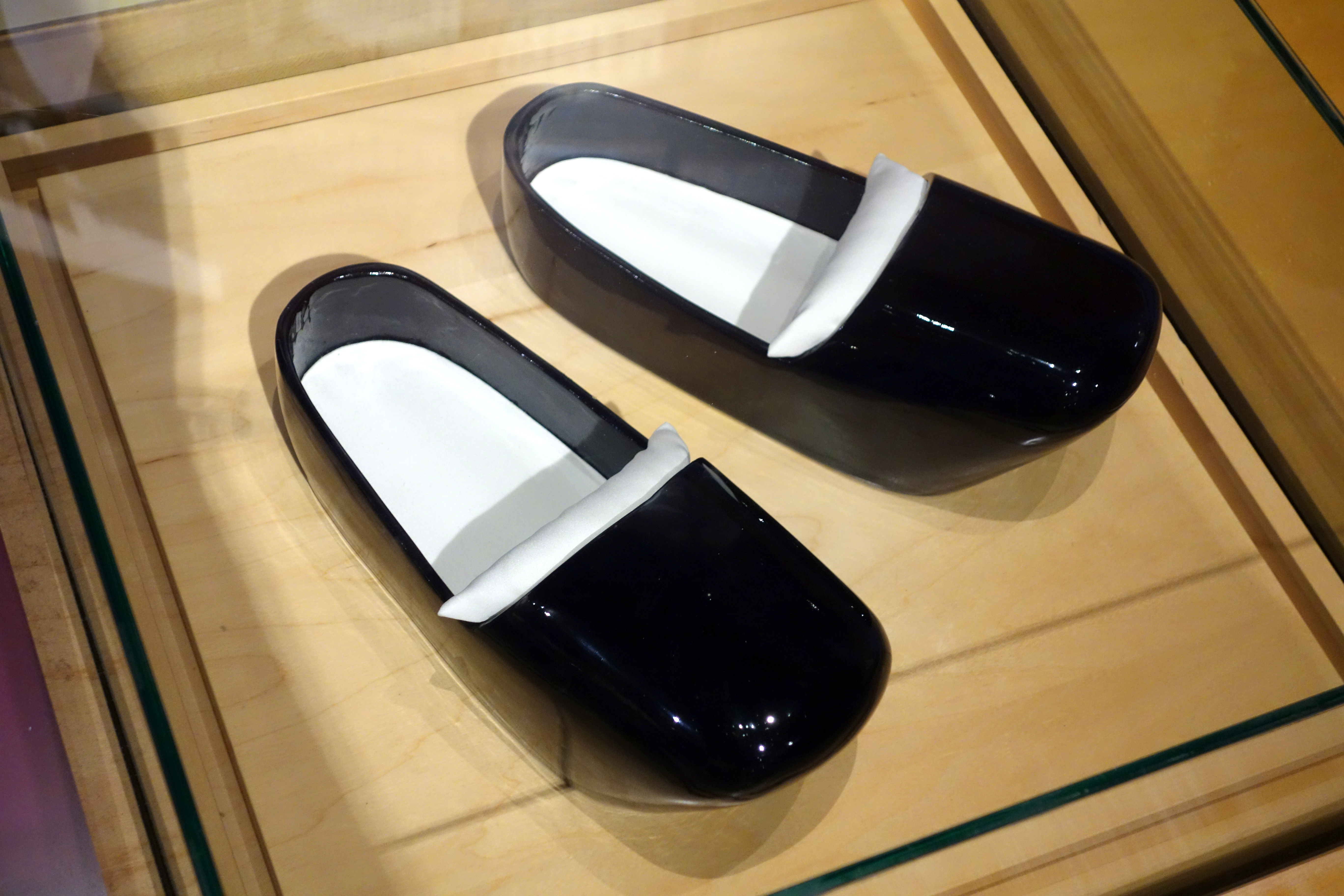
浅沓

浅沓（あさぐつ）は、日本において束帯、衣冠、直衣、狩衣等を着用する際の履物。日本古来の和沓（わぐつ）の一種で、古くは公家が履き、現代でも神職が祭礼などで用いる。雁鼻沓（かりはなぐつ）、鼻切沓（はなきりぐつ）、アサウズなどの別名がある。

## 概要
アジア大陸から伝わった当初は革製で、鎌倉時代に木製、江戸時代には和紙製がつくられるようになり、現代では合成樹脂製が多い。和紙製では、沓底を支える桐板を一番下と靴の中に敷き、木型に和紙を20～30枚貼り重ね、その上に麻の布をさらに貼り、黒漆を10回ほど塗って仕上げる。神葬祭用の鈍色、黒艶消色、朱塗浅沓もある。
足の甲が触れる場所に込（こみ）という白色の綿入平絹を差し込み、沓底には沓敷を貼る。皇族と勅任官の浅沓は有紋白綾、奏任官は白平絹の沓敷を貼る。また神職は一級以上は白綾有紋、二級以下は白平絹を用いる。出雲大社では、国造は白綾、一級以下は白平絹無紋である。
込のことを「甲当」、沓敷のことを「中敷」という場合もある。
浅沓を収納するしたり、運んだりする「浅沓木箱」もある。また、「浅沓ケース」という商品もあるが、これは黒合皮ビニールレザー生地で線ファスナー式のものが多い。